# Séries E4 - Shinkansen

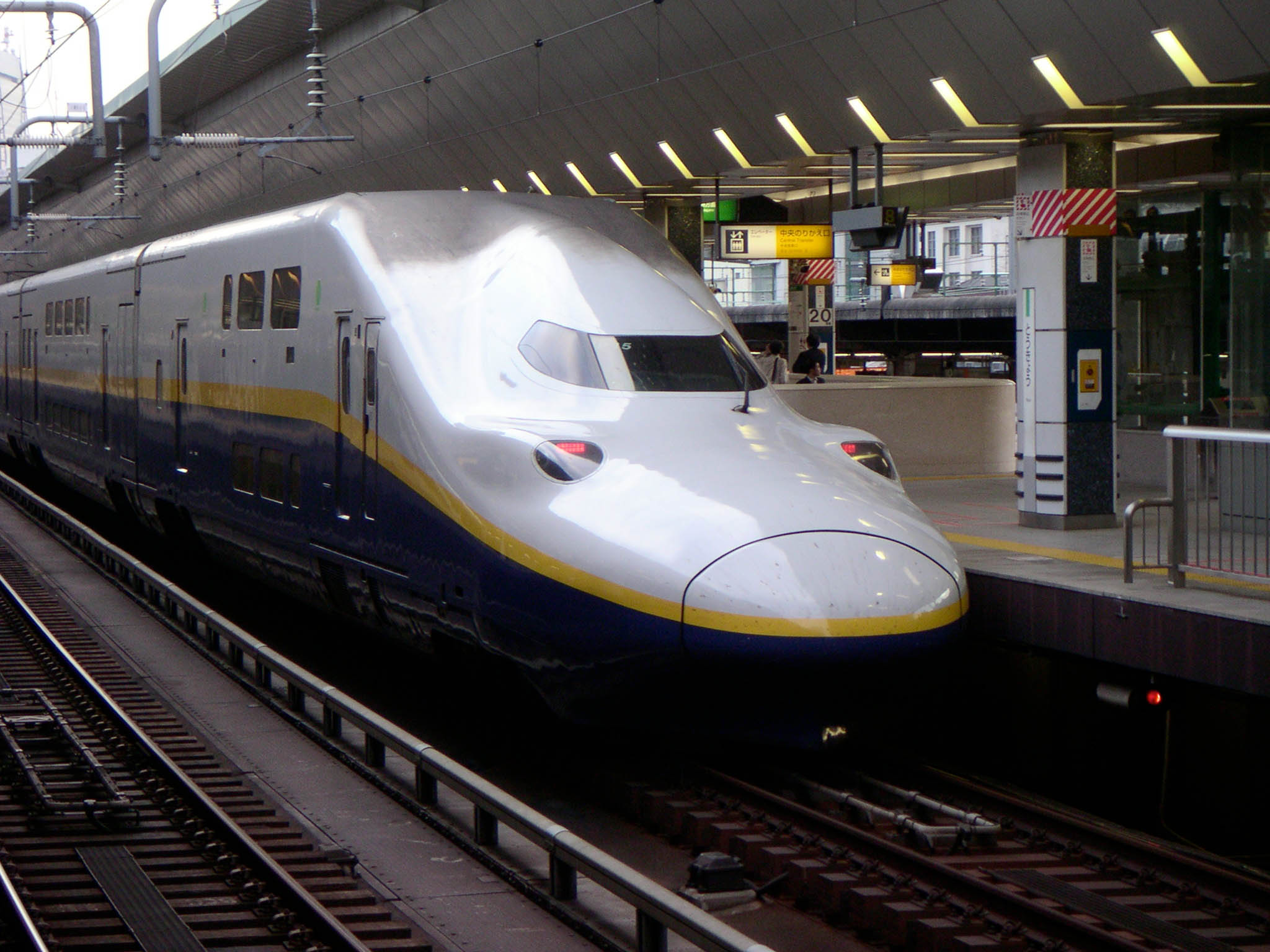
An E4 Series Shinkansen in Tokyo Station.

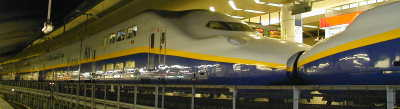
Duas unidades da série E4 acopladas

Os comboios Shinkansen da série E4 foram a segunda série Shinkansen de dois andares a ser construídos no Japão (sendo a primeira série os Shinkansen da série E1. As unidades desta série circulam nas linhas Shinkansen Tohoku, Joetsu e Hokuriku. Os comboios da série E4 apresentam carruagems de piso duplo para acomodar o tráfego adicional de passageiros suburbanos das áreas urbanas em redor de Tóquio.
Duas unidades de 8 carruagens podem-se acoplar para obter uma capacidade extra: os comboio da série E4 de 16 carruagens são as unidades ferroviárias de alta velocidade de maior capacidade do mundo, transportando um total de 1634 pessoas.
Foram construídas 26 unidades entre 1997 e 2003. Tal como nos comboios da anterior série E1, a velocidade máxima é de 240 km/h.